# .fr
.fr – domena internetowa przypisana od roku 1986 do francuskich stron internetowych i administrowana przez AFNIC. 

## Domeny stopnia drugiego
- .tm.fr – dla właścicieli marek handlowych
- .asso.fr – dla stowarzyszeń
- .nom.fr – dla nazwisk
- .prd.fr – dla programów badawczych i naukowych
- .presse.fr – dla prasy
- .gouv.fr – dla rządu Francji

Nie wszyscy mogą rejestrować francuską domenę .fr. Mogą tego dokonywać jedynie Francuzi, obywatele Unii Europejskiej i właściciele zastrzeżonych znaków handlowych posiadający kontakt administracyjny we Francji.